# Музеи Тверской области
Список музеев, находящихся в Тверской области:
Филиалы Тверского государственного объединённого музея
- Тверской краеведческий музей (Тверь, ул. Советская, д.5)
- Музей тверского быта (Тверь, ул. Горького, д. 19/4)
- Музей М. Е. Салтыкова-Щедрина (Тверь, ул. Рыбацкая, д. 11/37)
- Музей Калининского фронта (Калининский район, п. Эммаус, ост. "Школа-интернат")
- Архитектурно-этнографический музей в д. Василёво (Торжокский район, п/о Митино, деревня Василёво, д. 2)
- Бельский краеведческий музей (Белый, ул. Ленина, д. 27)
- Бежецкий мемориально-литературный и краеведческий музей (Бежецк, ул. Большая, д. 61, 63)
- Весьегонский краеведческий музей им. А.А. Виноградова (Весьегонск, ул. К. Маркса, д. 97)
- Ворошиловский краеведческий музей им. И.И. Смирнова (Пеновский район, д. Ворошилово)
- Вышневолоцкий краеведческий музей им. Г.Г. Монаховой (Вышний Волочек, пр-т Казанский, д. 63-65)
- Дом-музей С.Д. Дрожжина (Конаковский район, п. Новозавидовский, ул. Советская, д.5)
- Дом-музей М. И. Калинина (Кашинский р-н, с. Верхняя Троица)
- Зубцовский краеведческий музей (Зубцов, наб. Вазузы, д. 18)
- Калязинский краеведческий музей им. И.Ф. Никольского (Калязин, Богоявленская пл., д. 1)
- Карельский национальный краеведческий музей (Лихославль, ул. Советская, 34)
- Кашинский краеведческий музей (Кашин, Бассейная пл., д.5)
- Кимрский краеведческий музей (Кимры, ул. Урицкого, д.8)
- Конаковский краеведческий музей (Тверская область, г. Конаково, пр. Ленина, 23)
- Краснохолмский краеведческий музей (Красный Холм, ул. Коммунистическая, д. 21)
- Музей С.Я. Лемешева (Калининский район, п/о Стренево, д. Старое Князево)
- Музей А.С. Пушкина в Торжке (Торжок, ул. Дзержинского, д. 71)
- Музей А.С. Пушкина в Берново (Старицкий район, д. Берново)
- Музейно-литературный центр «Дом поэтов» (Бежецкий район, с. Градницы)
- Осташковский краеведческий музей (Осташков, ул. Володарского, д. 19)
- Ржевский краеведческий музей (Ржев, ул. Красноармейская, д.24а)
- Старицкий краеведческий музей (Старица, ул. Володарского, д.38)
- Торопецкий краеведческий музей (Торопец, ул. Комсомольская, д. 2)
- Удомельский краеведческий музей (Удомля, ул. Энергетиков, д.2)
- Дом-музей первого в России Совета крестьянских депутатов (Калининский район, Савинская слобода, д. Новинки)
- Музей партизанской славы (Торопецкий р-н, Пожненский с/с, д. Пожня)
- Нестеровский историко-революционный музей (Тверская область, Бельский р-н, д. Нестерово)
- Другие музеи области
- Музей фотографии "Искра" (Тверь, ул. Салтыкова-Щедрина, д. 20)
- Музей Е. Л. Томановской-Дмитриевой (Торопецкий район, д. Волок) в настоящее время законсервирован
- Музей крестьянских родословных (Кувшиновский район, село Борзыни)
- Музей русской печи (г. Старица, ул. им. Гусева, д.12)
- Тверская областная картинная галерея
- Мемориально-художественный музей Валентина Александровича Серова в Домотканове (Калининский район, д. Красная Новь)
- Мемориально-художественный музей Владимира Александровича Серова (Калининский район, п. Эммаус, д. № 29, Дворец культуры)
- Центр культуры и искусства "Дача «Чайка» (Удомельский район, д. Гарусово)
- Всероссийский историко-этнографический музей (Торжок)
- Музейный комплекс «Медное»